# Manassas (album)
Pour les articles homonymes, voir Manassas.
Albums par Stephen Stills
Stephen Stills 2
(1971) Down the Road
(1973)
Albums par Manassas
Down the Road
(1973)
Manassas est le  premier album du groupe éponyme fondé par Stephen Stills. Sa particularité est que la face A ne comporte aucune coupure, les chansons s'enchaînant directement. Lorsqu'il est sorti sous forme de disque vinyle, il apparaissait sous forme d'album double. C'était un retour critique pour Stills, l'album a contribué à son succès commercial en étant certifié Or, seulement un mois après avoir été publié et culminant au numéro 4 sur les charts américains. Cet article a été traduit du Wikipedia anglophone consacré à l'album Manassas du groupe éponyme. 

## Enregistrement
L'album a été enregistré au Criteria Studio B fin 1971, où Stills a utilisé son influence pour garder le studio et les ingénieurs Ron et Howard Albert disponibles 24 heures sur 24. Le groupe est resté dans une maison louée à environ 30 minutes du studio, à Coconut Grove. Cela a permis à Stills d'enregistrer l'album 24 heures sur 24, réveillant les membres du groupe aux petites heures du matin lorsqu'une idée lui venait. Stills enregistrait également dans des sessions gigantesques qui duraient souvent pendant des jours, jusqu'à ce que Chris Hillman et Stills finissent par se battre, après quoi ils ont commencé à enregistrer à des heures régulières. Al Perkins et Dallas Taylor avaient une règle selon laquelle ils ne joueraient pas plus de sept prises pour une seule chanson, si souvent Stills restait dans le studio de montage après avoir sorti le groupe à 4 ou 5 heures du matin.   Le groupe s'est ensuite envolé vers la maison de Stills à Londres, en janvier 1972, pour terminer l'enregistrement et le mixage de l'album et répéter pour une prochaine tournée débutant en mars 1972. C'est ici que Bill Wyman des Rolling Stones jouait de la basse et a co-écrit "The Love Gangster", il semblerait qu'il aurait mentionné qu'il quitterait les Stones pour rejoindre Manassas. À un moment donné, Stills a effectué un séjour ininterrompu de 106 heures dans le studio, et l'ingénieur Ron Albert a déclaré qu'il venait de se coucher après une session de marathon de 84 heures lorsque le téléphone a sonné, c'était Stephen Stills le rappelant au studio avec les mots: "Je sais que tu es fatigué, mais il y a cette idée que j'ai pour cette chanson que je veux enregistrer avant de l'oublier ..." Une autre fois , travaillant selon le programme maniaque de Stills, le groupe a coupé huit chansons en deux jours sans sommeil.

## Chansons
L'album était divisé en quatre faces thématiques. Face 1 - The Raven, est un composite de sons rock et latins que le groupe interpréterait souvent en concerts exactement comme enregistré. Côté 2 - The Wilderness se concentre principalement sur la campagne et le pâturin. Face 3 - Consider est en grande partie folk et folk-rock, et contient la chanson "Johnny's Garden", apparemment pour le gardien du manoir anglais de Stills acheté à Ringo Starr. Cela inclut Stills à son plus expérimental, y compris l'utilisation d'un synthétiseur Moog sur "Move Around". La section de clôture, intitulée "Rock & Roll is here to stay", est un ensemble de rock et de blues.
"What To Do" et "Right Now" sont des Stills qui prennent en compte la séparation de CSNY et sa relation avec Graham Nash.

## Illustration et emballage
L'œuvre d'art a été prise après que Stills, un mordu de la guerre civile, eut le groupe transporté par avion à Manassas station à Manassas, Virginie, où la Confédération avait remporté sa première victoire majeure lors de la Bataille de Bull Run. La photo montre le groupe debout sur la plate-forme sous un insigne de Manassas, et ainsi le groupe a été nommé. Inclus avec l'album, on y trouvait des affiches dépliantes avec des photos nommées de tous les membres et des paroles manuscrites au dos, y compris un message exhortant les gens à «utiliser le pouvoir, s'inscrire et voter».
Performances graphiques
L'album a fait ses débuts sur les charts du Billboard Top LP pour la semaine se terminant le 29 avril 1972 et a finalement culminé au n ° 4 [10] en juin, au cours d'une course de 30 semaines. L'album de Stills partageait le top 5 avec un album de David Crosby et Graham Nash et un album de Neil Young (Harvest), tous collectivement membres du quatuor Crosby, Stills, Nash & Young. "It Doesn't Matter" est sorti en single et a culminé à la 61e place, au cours d'une série de graphiques de 7 semaines. "Rock & Roll Crazies" a été publié comme le deuxième single et a culminé au numéro # 92 pendant une course de 3 semaines. En 1974, il s'était vendu à environ 400 000 exemplaires aux États-Unis, ce qui équivaut à 800 000 puisque l'album est un double. 

## Réception
«Manassas» a marqué un retour critique pour Stills, avec Allmusic le qualifiant de "chef-d'œuvre tentaculaire"  et "Rolling Stone" "disant que c'était" rassurant savoir que Stills a encore de la bonne musique en lui. La plupart a un son substantiel et honnête que l'on trouve sur trop peu de disques ces jours-ci. Tous les sons que vous entendez proviennent des sept membres du groupe ". Chris Hillman a été distingué comme une "importance dans le succès de" Manassas "et dans le retour de Stills, il ne peut pas être trop stressé [...] C'est un musicien magistral qu'il joue de la basse, de la guitare ou mandoline, et sa voix enfantine pure et incolore peut avoir beaucoup de poids émotionnel. ". Cependant, Robert Christgau a noté l'album C + et dans une critique mitigée a déclaré "Oui, Steve a un peu réussi à se ressaisir, daignant même coopérer avec de vrais musiciens dans un vrai groupe, et oui, alors moi de cet ensemble à quatre faces résonne dans votre tête après que vous y jouiez beaucoup. Le seul problème est que vous ne savez jamais d'où viennent les échos. ". Dans des critiques positives, «Record World» l'a qualifiée de «musique du plus haut niveau»,  Cash Box  a dit qu'il "vous convaincra de la valeur de Stills". Dans une critique de juin 1972 pour «The San Diego Door», Cameron Crowe a dit "Manassas reste toujours admirable sinon excitant. La musicalité est généralement excellente avec le seul écueil étant que la voix bourdonnante de Stills imprègne tous sauf un des seize morceaux du LP". Il a également déclaré que "les paroles représentent un point bas dans la carrière de parolier de Stills". Chris Welch pour  Melody Maker  a déclaré: «Le blues, le soul, le rock et la musique country sont toutes les influences. Ils les jouent comme les Grateful Dead, avec une sincérité et une capacité que l'on ne détecte pas toujours dans le travail de ceux qui sont exclusivement impliqués dans l'idiome original ".
 Andrew Weiner pour  Creem  a déclaré: "Stills, peut-être la superstar la plus décriée de l'histoire récente du rock, a finalement - et contre toute attente - compris. Et Stills a écrit trop de bonnes chansons ici même pour essayer de les compter ".
Stills a déclaré que l'album n'avait pas reçu la reconnaissance qu'il méritait en raison du fait que Atlantic Records et Ahmet Ertegun (directeur d'Atlantic Records) voulaient qu'il revienne dans la "mine d'or" qu'est Crosby, Stills, Nash & Young . Stills a déclaré que dès que l'album a été livré en or, Ertegun a sorti le disque, et les gens ne pouvaient pas le trouver dans les magasins. 
En raison de l'aversion des critiques pour Stills à l'époque pour être trop arrogant, il a été ignoré pour la couverture du 11 mai 1972 du magazine «Rolling Stone» pour David Cassidy.
L'album a été certifié Gold le 30 mai 1972, un peu plus d'un mois après sa sortie et a été inclus dans le livre «Les 1001 albums qu'il faut avoir écoutés dans sa vie».

## Liste des chansons
Toutes les chansons furent écrites et composées entièrement par Stephen Stills, sauf indication contraire.

### Face A The Raven
1. "Song of Love" – 3:28
2. Medley – 3:34
"Rock & Roll Crazies" (Stephen Stills, Dallas Taylor)
"Cuban Bluegrass" (Stephen Stills, Joe Lala)
3. "Jet Set (Sigh)" – 4:25
4. "Anyway" – 3:21
5. "Both of Us (Bound to Lose)" (Stephen Stills, Chris Hillman) – 3:00

### Face B The Wilderness
1. "Fallen Eagle" – 2:03
2. "Jesus Gave Love Away for Free" – 2:59
3. "Colorado" – 2:50
4. "So Begins the Task" – 3:57
5. "Hide It So Deep" – 2:44
6. "Don't Look at My Shadow" – 2:30

### Face C Consider
1. "It Doesn't Matter" (Chris Hillman, Rick Roberts, Stephen Stills) – 2:30
2. "Johnny's Garden" – 2:45
3. "Bound to Fall" (Mike Brewer, Tom Mastin) – 1:53
4. "How Far" – 2:49
5. "Move Around" – 4:15
6. "The Love Gangster" (Stephen Stills, Bill Wyman) – 2:51

### Face D Rock & Roll is Here to Stay
1. "What to Do" – 4:44
2. "Right Now" – 2:58
3. "The Treasure (Take One)" – 8:03
4. "Blues Man" – 4:04

## Musiciens
- Stephen Stills - Chant, guitare électrique et acoustique, Guitare slide, piano, piano électrique, clavinet, Orgue Hammond
- Chris Hillman - Chant, guitare, mandoline
- Al Perkins - Guitare steel, guitare, chœurs
- Calvin "Fuzzy" Samuel - Basse
- Paul Harris - Orgue Hammond, piano, piano électrique, clavinet
- Dallas Taylor - Batterie
- Joe Lala - Percussions, chœurs

### Musiciens additionnels
- Sydney George - Harmonica sur la Face A The Raven et la Face B The Wilderness
- Jerry Aiello - Piano, piano électrique, clavinet sur la Face A The Raven et la Face B The Wilderness, orgue
- Bill Wyman - Basse sur la Face A The Raven et la Face B The Wilderness
- Roger Bush - Contrebasse sur la Face A The Raven et la Face B The Wilderness
- Byron Berline - Fiddle
- Jerry Garcia - Guitare pedal steel sur Jesus Gave Love Away For Free et So Begins The Task. Non crédité.
- Malcolm Cecil - Programmation du synthétiseur Moog Modulaire IIIP Expanded Series.